# Rendswühren
Rendswühren ist eine Gemeinde im Kreis Plön in Schleswig-Holstein.

## Geografie

### Geografische Lage
Das Gemeindegebiet von Rendswühren erstreckt sich etwa 13 km östlich von Neumünster im nordwestlichen Teil der naturräumlichen Haupteinheit Ostholsteinisches Hügel- und Seenland am Oberlauf des Flusses Schwale. Er bildet in Teilen die süd- und südwestliche Gemeindegrenze ab. Im Nordwesten des Gemeindegebiets befindet sich das Hollenbeker Holz.

### Gemeindegliederung
Neben dem namensgebenden Ortsteil liegen auch die weitere Ortsteile Schipphorst, Altenrade-Dreikronen, Neuenrade-Hollenbek, Griesenbötel, Rendswührenerfeld sowie Schipphorsterfeld im Gemeindegebiet von Rendswühren.

### Nachbargemeinden
Unmittelbar angrenzende Gemeindegebiete von Rendswühren sind:
|                 | Schillsdorf                                 |                      |
| Bönebüttel      | Kompassrose, die auf Nachbargemeinden zeigt | Ruhwinkel, Bornhöved |
| Groß Kummerfeld | Gönnebek                                    |                      |

## Politik

### Gemeindevertretung
Bei der Kommunalwahl am 14. Mai 2023 wurden insgesamt elf Sitze vergeben. Von diesen erhielt die Wählergemeinschaft Rendswühren acht Sitze und die CDU drei Sitze.

### Wappen
Blasonierung: „Von Silber und Grün leicht gesenkt geteilt. Oben ein grünes Giebelbrett mit silbernem Vierpassfenster, unten eine silberne Lilie.“

## Infrastruktur

### Bildung
In Schipphorsterfeld befindet sich die Grundschule der Gemeinde.

### Verkehr
Durch das Gemeindegebiet von Rendswühren führt die Bundesstraße 430 im Abschnitt zwischen Neumünster nach Bornhöved. An der gleichnamigen Anschlussstelle (Nr. 8) besteht der nächstgelegene Zugang an der Bundesautobahn 21.

## Besonderheiten
Bei Rendswühren wurde 1871 eine Moorleiche – der Mann von Rendswühren – entdeckt. Sie wurde von Rudolf Virchow in Berlin seziert.